# Liga Ouro de Basquete de 2015
A Liga Ouro de Basquete de 2015, foi a segunda edição da divisão de acesso ao Novo Basquete Brasil, o NBB para a edição 2015-16. Foi disputado por quatro equipes onde disputaram uma vaga para o acesso, de fevereiro a maio de 2015. O campeão foi o Caxias do Sul.

## Regulamento
O campeonato é disputado em três fases: 

* Fase de classificação (todos contra todos / turno e returno – sempre em jogos duplos tanto em casa quanto fora)

* Playoff semifinal

* Playoff final
Na Fase de classificação as equipes jogam todas contra todas, em turno e returno, com jogos duplos de ida e volta, apurando-se as três equipes mais bem classificadas para a fase seguinte. Por jogos duplos entende-se que cada equipe enfrentará todos os adversários duas vezes consecutivas tanto no turno quanto no returno. A equipe que obtiver o primeiro lugar ao final da fase de classificação, estará diretamente qualificada para a fase final, não participando da fase semifinal.
O Playoff semifinal é disputada entre as duas equipes que obtiveram o segundo e terceiro lugares na Fase de Classificação. Será realizada em melhor de cinco partidas, sendo considerada vencedora a equipe que obtiver três vitórias. A equipe vencedora desse confronto estará classificada para a Fase Final.
O Playoff final é disputada entre a equipe que obteve o primeiro lugar na Fase de Classificação e a equipe vencedora do playoff semifinal. Será realizada em melhor de cinco partidas, sendo considerada vencedora a equipe que obtiver três vitórias, e o campeão terá o direito de disputar o NBB 2015-16.

## Participantes
| Equipe        | Cidade        | Estado | Ginásio                 | Capacidade |
| ------------- | ------------- | ------ | ----------------------- | ---------- |
| Campo Mourão  | Campo Mourão  | PR     | Ginásio JK              | 1 500      |
| Caxias do Sul | Caxias do Sul | RS     | Ginásio Vasco da Gama   | 850        |
| CEUB          | Brasília      | DF     | Ginásio da ASCEB        | 1 100      |
| Sport         | Recife        | PE     | Ginásio Marcelino Lopes | 2 500      |

## Fase de classificação
| Pos | Times         | %    | Pts | J  | V | D | PF  | PS  | PA   | Classificação ou rebaixamento |
| --- | ------------- | ---- | --- | -- | - | - | --- | --- | ---- | ----------------------------- |
| 1   | Caxias do Sul | 67,0 | 20  | 12 | 8 | 4 | 914 | 858 | 1,06 | Classificado para a Final     |
| 2   | Sport         | 58,0 | 19  | 12 | 7 | 5 | 921 | 915 | 1,00 | Classificado para a Semifinal |
| 3   | Campo Mourão  | 42,0 | 17  | 12 | 5 | 7 | 911 | 880 | 1,03 | Classificado para a Semifinal |
| 4   | CEUB          | 33,0 | 16  | 12 | 4 | 8 | 792 | 885 | 0,89 |                               |

## Playoffs
Negrito - Vencedor das séries
Itálico - Time com vantagem de mando de quadra

### Semifinal
| Time 1 | Série | Time 2       | 1º Jogo | 2º Jogo | 3º Jogo | 4º Jogo | 5º Jogo |
| ------ | ----- | ------------ | ------- | ------- | ------- | ------- | ------- |
| Sport  | 3–2   | Campo Mourão | 71–65   | 67–62   | 69–86   | 78–83   | 95–89   |

### Final
| Time 1        | Série | Time 2 | 1º Jogo | 2º Jogo | 3º Jogo | 4º Jogo | 5º Jogo |
| ------------- | ----- | ------ | ------- | ------- | ------- | ------- | ------- |
| Caxias do Sul | 3–1   | Sport  | 85–63   | 70–67   | 68–76   | 70–61   | –       |

## Premiação
| Liga Ouro de 2015                                           |
| ----------------------------------------------------------- |
| Caxias do Sul Campeão (1º título Brasileiro da 2.ª Divisão) |